# Maximilian Eder
Maximilian Eder ist ein deutscher Rechtsextremist, Verschwörungsideologe und ehemaliger Oberst der Bundeswehr. Er befindet sich derzeit in Untersuchungshaft, unter anderem wegen dringenden Tatverdachts der Mitgliedschaft in der mutmaßlich terroristischen Vereinigung Patriotische Union. Im Dezember 2023 wurde er wegen dieses Verdachts und wegen Verdachtes der Vorbereitung eines hochverräterischen Unternehmens angeklagt.

## Militärische Karriere
Eder war 1995 seit der Aufstellung des Kommandos Spezialkräfte (KSK) in Calw stationiert und diente zuletzt als deren Chef des Stabes. Als Oberstleutnant kommandierte er von Oktober 1998 bis März 2000 das Panzergrenadierbataillon 112 in der bayerischen Stadt Regen. Er beteiligte sich vom 25. März bis zum 15. August 1999 mit seinem Bataillon am KFOR-Einsatz im Kosovo, dem ersten Kriegseinsatz der Bundeswehr seit ihrer Gründung. Er führte in diesem Einsatz das so genannte Verstärkte Mechanisierte Bataillon im Kosovo, das aus insgesamt 37 Truppenteilen der Bundeswehr zusammengestellt worden war; die Kampftruppe bestand im Kern aus 2 Panzergrenadierkompanien Marder und 2 Panzerkompanien Leopard 2. Er hielt im Februar 2000 einen Vortrag über seine Erlebnisse im Kosovo. 2003 nahm er mit mehr als 100 weiteren KSK-Angehörigen als ranghöchster Offizier an einer Abschiedsfeier für den ehemaligen Kommandeur des KSK, Reinhard Günzel, teil, der im Zuge der Hohmann-Affäre in den einstweiligen Ruhestand versetzt worden war, nachdem er eine als antisemitisch kritisierte Rede des Bundestagsabgeordneten Martin Hohmann gelobt hatte.
Danach wurde Eder sechs Jahre im NATO-Hauptquartier in Brüssel verwendet. Am 28. November 2012 wurde er als NATO-Verbindungsoffizier in der georgischen Hauptstadt Tiflis unter dem Leiter des NATO-Verbindungsbüros, Wilhelm Lahue, verwendet. Als Verbindungsoffizier kümmerte sich Eder aber weniger um seine geopolitischen Aufgaben als um eigene Geschäfte, so wollte er beispielsweise Bier aus Bayern nach Tiflis importieren. Nach mehreren fehlgeschlagenen Geschäften hatte er in Georgien hohe Mietschulden. Einem ehemaligen Geschäftspartner zufolge hinterließ Eder als Repräsentant der westlichen Demokratie einen desaströsen Eindruck in dem Land.
Am 30. September 2016 nahm er seinen Abschied als Berufssoldat der Bundeswehr. Seit November 2017 arbeitete er für die Gesellschaft für Internationale Zusammenarbeit (GIZ) in Afghanistan und wurde in dieser Position als stellvertretender Leiter des Sicherheitsbüros in Kabul verwendet. Er lebte nach seiner Pensionierung in der bayerischen Gemeinde Eppenschlag.

## Verschwörungsideologe
Während der COVID-19-Pandemie in Deutschland beteiligte sich Eder in führender Position an Querdenker-Demonstrationen. Ab Mai 2020 trat er oft bei Coronaprotesten auf, so bei der Initiative „Für die Freiheit“ in Passau, bei „Bayern steht zusammen“ in Landshut, Vilsbiburg und in Nürnberg. Bei einem solchen Auftritt in Berlin drohte er, er werde das KSK dorthin zum Aufräumen schicken; er wisse, wie man Regierungsmitglieder als Kriegsverbrecher nach Den Haag bringe, bevorzuge aber einen Strafprozess gegen sie in Nürnberg („Nürnberg 2.0“). Damit spielte er auf die Nürnberger Prozesse von 1945 bis 1949 an. Bei der Hochwasserkatastrophe im Ahrtal 2021 spielte er sich als Einsatzleiter in Uniform auf und wurde darum vom Verband der Reservisten der Deutschen Bundeswehr angezeigt und ausgeschlossen. Er verbreitete weiter Umsturzgedanken im Internet und behauptete etwa, es werde „eng für ein verrottetes, missbrauchtes und in die Enge getriebenes System“. Er vertritt den QAnon-Glauben, ein großes Pädophilen-Netzwerk halte weltweit Kinder mittels „satanisch-ritueller Gewalt“ in unterirdischen Lagern gefangen, um aus dem Stoffwechselprodukt Adrenochrom ein Verjüngungsserum zu gewinnen. Laut Szenekennern wollte er Kinder vor „satanischen Mächten“ retten. 2021 beteiligte er sich an der Entführung eines Kindes aus der Schweiz und behauptete ohne Belege, dessen Vater sei pädophil und missbrauche das Kind.
In einem Video von Mitte November 2022 erklärte er in Bundeswehruniform: „Unser System kann man zum Wackeln kriegen, wenn ein paar wenige Entschlossene, Engagierte, Mutige anpacken.“ Er nannte Spitzenpolitiker, die er für die Coronapolitik verantwortlich machen wollte, kündigte an, dass unter anderem Kinder und Jugendliche „gerächt werden“ müssten, und erklärte, es gebe überall „Leute, die das richten werden“. In einem weiteren Video vom 27. November 2022 kündigte er als „General Eder“ einen „epochalen Aufstand“ für eine neue Rechtsordnung an. Gehe alles nach Plan, werde man noch vor Weihnachten 2022 losschlagen. Dies wiederholte er bei einer Kundgebung in München, zu der er sich aus Italien zuschalten ließ. Dort behauptete er, im Schwarzwald seien tausende Kinder befreit worden. Bei Putins Angriffskrieg auf die Ukraine gehe es um die Befreiung von Kindern aus „Biolabs“.

## Mutmaßliches Führungsmitglied der „Patriotischen Union“
Am 7. Dezember 2022 ließ der Generalbundesanwalt beim Bundesgerichtshof Eder in Perugia (Italien) unter dem dringenden Tatverdacht festnehmen, er sei Mitglied in der mutmaßlich rechtsterroristischen Gruppe „Patriotische Union“. Am 16. Februar 2023 wurde er nach Deutschland ausgeliefert und sitzt seitdem in Untersuchungshaft.
Nach Angaben seiner Verteidiger trat Eder vom 12. April bis zum 17. Mai 2023 in einen Hunger- und Durststreik, um sein Leben mit einem „Todesfasten“ zu beenden.
Am 11. Dezember 2023 klagte der Generalbundesanwalt Eder und 26 weitere mutmaßliche Mitglieder der „Patriotischen Union“ wegen der Mitgliedschaft in oder Unterstützung einer terroristischen Vereinigung (§ 129a StGB) und der Vorbereitung eines hochverräterischen Unternehmens (§ 83 StGB) an. Am 21. Mai 2024 begann der Prozess gegen ihn und acht weitere mutmaßliche Führungsmitglieder der Gruppe vor dem Oberlandesgericht Frankfurt am Main.

## Verurteilung im Mai 2024 – Verkehrsdelikt
Während Eders Untersuchungshaft eröffnete das Amtsgericht München ein weiteres Verfahren gegen ihn. Laut Anklage war er trotz Verlust seines Führerscheins im März 2022 mehrfach stark betrunken mit dem Pkw gefahren und vor Polizeikontrollen geflohen. Beim ersten Mal fuhr er dabei gegen einen Baum, beim zweiten Mal beschädigte er vier parkende Fahrzeuge. Am 14. Mai 2024 wurde er wegen Trunkenheit am Steuer, fahrlässiger Gefährdung des Straßenverkehrs, vorsätzlichen Fahrens ohne Fahrerlaubnis sowie Urkundenfälschung zu zehn Monaten Haft verurteilt. Der Prozess war unter verschärften Sicherheitsvorkehrungen geführt worden.

## Werke
- (Hrsg.): Dienen für den Frieden im Kosovo. Bild-Dokumentation. KVM, KFOR, Panzergrenadierbataillon 112. HePeLo-Verlag, Schönberg 2019, ISBN 978-3-943926-20-0